# كارول لام
كارول لام (بالإنجليزية: Carol Lam)‏ هي محامية أمريكية، ولدت في 26 يونيو 1959.